# Ristissoo
Ristissoo ist ein See in der Landgemeinde Saaremaa im Kreis Saare, auf der größten estnischen Insel Saaremaa. Er liegt 400 Meter vom östlich gelegenen Meer entfernt. Westlich des Sees verläuft die Käesla-Karala-Loona-Straße, die den Ristissoo und andere Seen wie den Maksameri von der Ortschaft Lümanda-Kulli trennt. Im See liegt eine bewaldete Insel.